# 克魯日基
49°31′53″N 23°17′57″E / 49.53139°N 23.29917°E
克魯日基（烏克蘭語：Кружики），是烏克蘭西部的村莊，隸屬利維夫州的桑比爾區。該村面積12.48平方公里，海拔高度279米，2001年人口349，人口密度每平方公里27.96人。